# مانويلا فييز
مانويلا فييز كاسارييغو (بالإسبانية: Manuela Vellés Casariego)‏ هي ممثلة ومغنية إسبانية ولدت في يوم 16 يناير 1987 في مدينة مدريد، مثلت في أفلام ومسلسلات عديدة منذ بداية تمثيلها في سنة 2006.

## السيرة
مانويلا فيليز أتت من عائلة فنية أدبية، والديها هم مهندسين معماريين، بدأت بالتمثيل في المدرسة وتعرفت على المخرج خوان كارلوس كورازا وانضمت إلى مسرح الشباب، لتحصل فيما بعد على منحة لدراسة المسرح في لندن. بالإضافة إلى عملها كممثلة، قامت بتأدية بعض الأغاني في الأفلام والمسلسلات وأتقنت العزف على الإيتار خلالها.
شهرتها انطلقت بعد تمثيلها في فيلم كاتيوكا أنا في سنة 2006، مثلت بعد ذلك في مسلسل فتاة البارحة في سنة 2009، ثم مثلت في مسلسل السيدة. في سنة 2010 مثلت في فيلم مختطفة، في سنة 2014 مثلت في مسلسل فيلفيت، في 2015 مثلت في فيلم الزفاف وفي 2017 مثلت في فيلم موسا. في أكتوبر 2018 أطلقت ألبومها الغنائي الأول بعنوان سوبو باخو.

## روابط خارجية
- مانويلا فييز على موقع IMDb (الإنجليزية)
- مانويلا فييز على موقع ألو سيني (الفرنسية)
- مانويلا فييز على موقع ميوزك برينز (الإنجليزية)
- مانويلا فييز على موقع تيرنر كلاسيك موفيز (الإنجليزية)
- مانويلا فييز على موقع أول موفي (الإنجليزية)
- مانويلا فييز على موقع قاعدة بيانات الفيلم (الإنجليزية)
- مانويلا فييز على موقع كينوبويسك (الروسية)